# Johann Heinrich Hummel

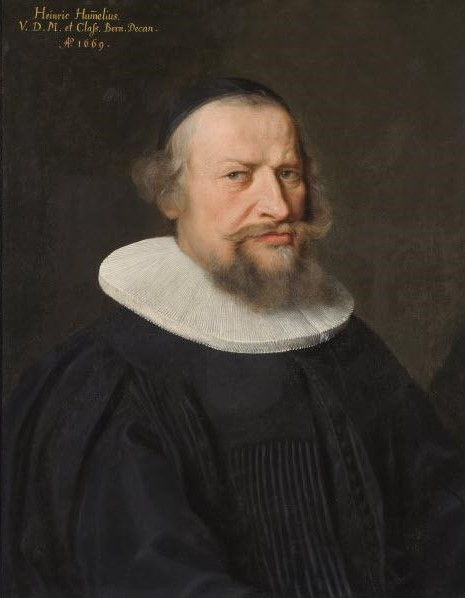
Johann Heinrich Hummel, Bildnis von Joseph Werner (1669)

Johann Heinrich Hummel (* 29. September 1611 in Brugg; † 2. März 1674 in Bern) war ein Schweizer evangelischer Geistlicher.

## Leben

### Familie
Johann Heinrich Hummel war der Sohn des Schuhmachers Johann Heinrich (andere Quellen: Michael) Hummel († 1630), der später auch Ratsmitglied und Statthalter war und dessen Ehefrau Barbara, Tochter von Johann Ulrich Steinhäuslin († 1586), Pfarrer in Büren, in Diemtigen, in Bremgarten, in Schinznach und in Seon. Er hatte noch vier ältere Schwestern und einen jüngeren Bruder.
Johann Heinrich Hummel war seit dem 28. Dezember 1636 in Aarau mit Sarah, Tochter des Aarauer Schultheissen Meyer, und Witwe des Stadtschreibers Hieronymus Schmuziger, verheiratet. Seine Ehefrau hatte aus ihrer ersten Ehe eine Tochter, Susanna; 1644 wurde ihr gemeinsamer Sohn Hans Heinrich Hummel († 1650) geboren.

### Ausbildung in der Schweiz
Er besuchte die örtliche Schule in Brugg und wurde dort auf die höhere Schule in der Hauptstadt vorbereitet. Als Bürger von Brugg erhielt er ein Stipendium 1629 an die Hohe Schule Bern und begann ein Philosophie- und Theologiestudium. Er verbrachte seinen Osterurlaub bei seinen Eltern, in dieser Zeit verstarb sein Vater und seine Abreise an die Universität verzögerte sich. Weil er einen Tadel seiner Lehrer befürchtete, nahm er sich vor, so schnell wie möglich nach Bern zu gelangen und lief in dreizehn bis vierzehn Stunden bis Solothurn, dort nahm ihn ein Müller auf seinem Wagen weiter mit; diese Strapaze führte dazu, dass er die ersten acht Tage krank in seinem Bett blieb. Während des Weiteren Studiums erkrankte er schwer und wurde durch den Stadtarzt Wilhelm Fabry behandelt; die entstandenen Kosten übernahm der Säckelmeister Daniel Lerber (1569–1648).
Er nahm unter anderem an den Vorlesungen zur hebräischen Sprache bei David Maser (1580–1661) teil. Aufgrund der guten Entwicklung seines Studiums erhielt er, mit Unterstützung seiner Lehrer Christoph Lüthardt (1590–1663) und David Herlin († 1645), ein Stipendium academicum zum Besuch fremder Universitäten. Er war während des Studiums als Hauslehrer bei Hans Rudolf Stürler (1597–1665), Grossrat und Freiherr zu Belp  sowie eines Herrn von Villarzell aus Lucens bei Moudon, tätig, und verdiente sich so seine Reisemittel.

### Studium im Ausland
Gemeinsam mit einer Reisegruppe trat er seine mehrjährige Reise an. In dieser Reisegruppe befand sich unter anderem auch der spätere Welschseckelmeister Emanuel Steiger (1642–1709). Die Reise führte erst zur Mutter seines Schülers von Villarzell nach Lucens, dort erhielt er seinen Hut mit weiterem Reisegeld, Berner Batzen, gefüllt. Von da aus reiste er über Genf und Paris nach Dieppe. Von dort aus wollte die Gruppe mit dem Schiff nach Holland weiterreisen, um an der Universität Groningen zu studieren, allerdings erlitten sie Schiffbruch und Fischer brachten sie nach Rye in England. Von dort reiste er nach London und erhielt die Nachricht, dass der holländische Kaufmann, auf den seine Wechsel ausgestellt waren und der ihn auszahlen sollte, nach einem Bankrott nach London geflohen sei. Es gelang ihm, den Kaufmann ausfindig zu machen, der ihm seine Wechsel mit einem Abzug von 25 % auszahlte. Er beschloss nun, unmittelbar nach Groningen aufzubrechen, um sein Studium fortzusetzen. An der Universität lernte er den Professor Heinrich Alting kennen, der ihm den Rat gab, das Studium in England fortzusetzen, weil er durch seine Schweizer Kommilitonen abgelenkt wurde, die mehr Wert auf Vergnügungen, als auf das Studium legten.
1634 kehrte er, in Begleitung des polnischen Gelehrten Victorinus Bythner (1605–1670), nach London zurück. Mit Unterstützung des reichen Kaufmanns Daniel Pennington und dessen Ehefrau Elizabeth, bei dem er untergekommen war, war es ihm möglich sowohl an der Universität Oxford als auch an der Universität Cambridge sein Studium fortzusetzen und hörte unter anderem Vorlesungen bei Edward Pococke, John Lightfood (1602–1675) und Edmund Castle.
Nach Beendigung des Studiums kehrte er über Rye und Dieppe durch Frankreich in die Schweiz nach Genf zurück. Während der Überfahrt nach Dieppe wurde das Schiff von Piraten überfallen, jedoch konnte er sich durch Bezahlung mit einem Goldstück vor weiterem Raub schützen; der ebenfalls an Bord anwesende Sohn von Isaac Casaubon, Augustin Casaubon, der wichtige königliche Briefe und eine grössere Geldmenge bei sich trug, stellte sich tot und wurde deshalb nicht weiter durchsucht. Johann Heinrich Hummel hatte dann Gelegenheit, mit Augustin Casaubon, der bereits erwartet wurde, in der Kutsche bis Paris mit weiter zu reisen.

### Rückkehr in die Schweiz
In Genf setzte er seine Studien bei Giovanni Diodati und Friedrich Spanheim fort. Während seiner Disputation geriet er in den Verdacht, ein Anhänger der Lehre des Arminianismus zu sein, konnte sich jedoch rechtfertigen und seine Behauptungen so begründen, dass er mit einem empfehlenden Zeugnis entlassen wurde.
Nachdem er in Genf seine Examenspredigt gehalten hatte, hielt er seine erste Predigt in Lützelflüh im Emmental.

### Berufliches Wirken
Er war von 1636 bis 1638 Schullehrer in Aarau und predigte währenddessen auch des Öfteren. 1638 wurde er zum Nachfolger des verstorbenen Pfarrers Johann Heinrich Frey (1585–1638) bestimmt und blieb bis 1645 in seinem Prediger- und Seelsorgeramt in Brugg; in dieser Zeit wurde er der Irrlehre verdächtigt, konnte sich jedoch mit einem umfangreichen schriftlichen Glaubensbekenntnis rechtfertigen und dadurch seine Gelehrsamkeit belegen, sodass er darauf zum Gymnasiarchen an der Lateinschule Brugg ernannt wurde. Dies führte dazu, dass er sich weniger um sein Predigeramt kümmern konnte, worauf sich der Brugger Schultheiss Johann Friedrich Effinger für ihn bei der Regierung in Bern verwendete und die Beförderung wieder rückgängig gemacht wurde.
1645 wurde er, nachdem er eine Probepredigt in Bern gehalten hatte, Helfer am Berner Münster und 1647 wurde er dritter Pfarrer, als der zweite Pfarrer Georg Langhans, nach Ins berufen wurde.
1653 begleitete er im Auftrag des Rats Johannes Duraeus und Pfarrer Christoph Lüthardt (1590–1663), die die Pläne Oliver Cromwells zur Einigung der lutherischen und protestantischen Staaten unterstützten, nach Aarau, Zürich und Basel. Johannes Duraeus bat den Rat von Bern darum, dass ihn Johann Heinrich Hummel nach England zu Oliver Cromwell begleiten solle, allerdings erteilte der Rat die Erlaubnis nicht, weil sie ihren Pfarrer nicht so lange entbehren wollten; mit Duraus verband ihn seitdem eine lebenslange Freundschaft.
1660 waren einige Engländer, die 1649 an der Hinrichtung Karl I. beteiligt waren, unter anderem Edmund Ludlow, William Cawley (1602–1667) und John Lisle (1610–1664), der später in Lausanne ermordet wurde, in die Schweiz geflohen, weil sie von Karl II. verfolgt wurden. Mit Hilfe von Johann Heinrich Hummel erhielten sie Asyl und er riet ihnen nach Vivis zu gehen.
Am 24. Februar 1662 folgte er dem verstorbenen Dekan Jakob Benner in dessen Amt.
Als der 1666 zum Professor der Philosophie ernannte David Wyss (1632–1700) begann, seinen Studenten die Lehren von René Descartes zu vermitteln, stellte sich Johann Heinrich Hummel dagegen und liess Verbote beim Rat erwirken, diese Lehre weder an der Hohen Schule noch privat zu vermitteln. Das Verbot, das auch das Einbringen solcher Texte in die Stadt betraf, wurde 1668, 1669 und 1671 ausgesprochen und zeigte das Interesse der Bevölkerung an diesen Lehren.
Er stand unter anderem in Korrespondenz mit Johann Heinrich Hottinger, Johann Caspar Schweizer (1619–1688) und Johann Rudolf Wettstein sowie zu Gelehrten in England und Holland.
Johann Heinrich Hummel hinterliess eine grosse Anzahl seiner gehaltenen Predigten zu verschiedensten Themen in Schriftform.

### Trivia
Johann Heinrich Hummel ist eine Romanfigur in Catherine von Wattenwyl: Amazone, Pfarrfrau und Spionin von Therese Bichsel.

## Schriften (Auswahl)
- Heinrich Alting; Johann Heinrich Hummel: Assertiones theologicae de angelis. Groningae: Ex Officina Johannis Sas, 1633.
- Explanatio Epistolae apostoli Pauli ad Philemonem. Zürich 1670.